# Ole Ålgård
Ole Ålgård (9. září 1921, Ålgård – 26. ledna 1995) byl norský velvyslanec. Po absolvování studia práv začal roku 1946 pracovat na norském ministerstvu zahraničí jako sekretář. V letech 1950–1951 působil jako diplomat na velvyslanectví v Moskvě, 1951–1956 jako chargé d'affaires ve Vídni, krátkou dobu strávil také v Praze a Bělehradu. V letech 1965–1967 pracoval jako poradce v Radě Evropy v Bruselu, v letech 1967–1970 byl velvyslancem v Pekingu, 1972–1982 velvyslancem při Organizaci spojených národů (v červnu 1980 vykonával funkci prezidenta Rady bezpečnosti OSN) a nakonec v letech 1982–1989 velvyslancem v Kodani.